# True Love (film 2012)
True Love è un film del 2012 diretto da Enrico Clerico Nasino.

## Trama
Jack e Kate sono due ventenni novelli sposi che una mattina si risvegliano entrambi imprigionati in due stanze separate ma attigue. All'interno delle loro prigioni vengono proiettati film che raffigurano i segreti che si nascondono entrambi i partner, attraverso un proiettore, ed è presente un piccolo visore dove compaiono alcune domande con risposta sì/no sulla propria vita e su quella del compagno.
Il rapitore conosce evidentemente i due e cerca di toglier loro tutte le certezze che avevano, andando a mettere in difficoltà la loro relazione attraverso delle prove di fiducia.